# Orthomegas jaspideum
Orthomegas jaspideum är en skalbaggsart som beskrevs av Jean Baptiste Lucien Buquet 1844. Orthomegas jaspideum ingår i släktet Orthomegas och familjen långhorningar.
Artens utbredningsområde är Paraguay. Inga underarter finns listade i Catalogue of Life.